# HD 43197 b
HD 43197 b هو كوكب خارج المجموعة الشمسية يدور حول نجم من النوع G يسمى HD 43197 يبعد 180 سنة ضوئية عن الأرض في كوكبة الكلب الأكبر .